# Scheideldorf
Scheideldorf ist eine Ortschaft in der Marktgemeinde Göpfritz an der Wild, Niederösterreich. Die Ortschaft hat 187 Einwohner (Stand 1. Jänner 2024). Bis Ende 1970 war Scheideldorf eine eigenständige Gemeinde.

## Geografie
Der Ort befindet sich an der Waldviertler Straße westlich von Göpfritz.

## Geschichte
Er wurde im Jahre 1150 erstmals urkundlich erwähnt und war zeitweise der Herrschaft Schwarzenau unterstellt, die den Ort veräußerte und später abermals erwarb. Nach den Reformen 1848/1849 konstituierte sich Scheideldorf 1850 zur selbständigen Gemeinde, war bis 1868 dem Amtsbezirk Allentsteig zugeteilt und danach dem Bezirk Zwettl.
Laut Adressbuch von Österreich waren im Jahr 1938 in der Ortsgemeinde Scheideldorf ein Fleischer, drei Gastwirte, zwei Gemischtwarenhändler, ein Marktfahrer, ein Sattler, ein Viehhändler und einige Landwirte ansässig. Weiters gab es eine Pension und ein Elektrizitätswerk.
Mit 1. Jänner 1971 wurden im Zuge der Niederösterreichischen Kommunalstrukturverbesserung die bis dahin selbständigen Gemeinden Breitenfeld, Kirchberg an der Wild, Merkenbrechts, Scheideldorf, Schönfeld und Weinpolz nach Göpfritz an der Wild eingemeindet.

## Kultur und Sehenswürdigkeiten
- Katholische Pfarrkirche Scheideldorf hl. Florian

## Persönlichkeiten
- Rudolf Weinwurm (1835–1911), Jurist, Musikwissenschaftler und Komponist
- Josef Spindelböck (* 1964), Priester und Theologe, war Kaplan in Scheideldorf